# 65-я истребительная авиационная дивизия
 65-я истребительная авиацио́нная диви́зия  (65-я иад) — авиационное воинское соединение истребительной авиации Вооружённых сил СССР в Великой Отечественной войне.

## История наименований дивизии
- 65-я истребительная авиационная дивизия;
- 65-я авиационная дивизия;
- 5-я резервная авиационная группа;
- 218-я ночная бомбардировочная авиационная дивизия;
- 218-я бомбардировочная авиационная дивизия;
- 218-я бомбардировочная авиационная Ясская дивизия;
- 218-я бомбардировочная авиационная Ясская Краснознамённая дивизия.

## Формирование дивизии
65-я истребительная авиационная дивизия начала формирование в марте 1941 года на аэродромах Одесского военного округа Сарата, Херсон, Теплицы, Бородино.

## Переформирование дивизии
65-я истребительная авиационная дивизия 11 сентября 1941 года на основании Приказа НКО переформирована в 65-ю авиационную дивизию.

## В действующей армии
В состав действующей армии не включалась.

## Состав дивизии
| Части                                 | Период                     |
| ------------------------------------- | -------------------------- |
| 291-й истребительный авиационный полк | 01.04.1941 г. — 11.09.1941 |
| 292-й истребительный авиационный полк | 01.04.1941 г. — 11.09.1941 |
| 293-й истребительный авиационный полк | 27.02.1941 г. — 11.09.1941 |
| 294-й истребительный авиационный полк | 30.03.1941 г. — 30.06.1941 |

## В составе соединений и объединений
| Дата            | Фронт (округ)          | Армия               | Корпус        | Примечания |
| --------------- | ---------------------- | ------------------- | ------------- | ---------- |
| 01.03.1941 г.   | Одесский военный округ | ВВС округа          | -             | -          |
| 22.06.1941 года | Южный фронт            | 9-я отдельная армия | ВВС 9-й армии | -          |
| 25.06.1941 года | Южный фронт            | 9-я армия           | ВВС 9-й армии | -          |
| 11.09.1941 года | Южный фронт            | 9-я армия           | ВВС 9-й армии | -          |

## Командиры дивизии
| Звание       | Имя                             | Период                  | Примечание |
| ------------ | ------------------------------- | ----------------------- | ---------- |
| Подполковник | Степанович Прокопий Григорьевич | 11.07.1941 — 23.09.1941 |            |

## Участие в операциях и битвах
- Приграничные сражения в Молдавии — с 22 июня 1941 года по 29 июня 1941 года

| И-15 бис | И-153 | И-16 |